# Carl Jensen
Carl Marinus Jensen (Dronninglund, Brønderslev, Nordjylland, 13 de setembre de 1882 - Frederiksberg, Hovedstaden, 4 d'abril de 1942) va ser un lluitador danès que va competir a primers del segle xx. El 1908 va prendre part en els Jocs Olímpics de Londres, on guanyà la medalla de bronze de la categoria del pes semipesant de lluita grecoromana, després de perdre contra Yrjö Saarela en semifinals i guanyar a Hugó Payr en la lluita per la medalla de bronze. En aquests mateixos Jocs disputà la prova del pes pesant, però quedà eliminat en la primera ronda.